# 馬璘 (唐朝)
马璘（721年—777年1月26日），字仁杰，岐州扶风（陕西扶风县）人，中唐时期名将，出身著名士族扶风马氏，在安史之乱中展露头角，唐代宗时历任四镇、北庭行营节度使、邠宁节度使、泾原节度使，久镇边军，建立营堡，前后破吐蕃约三万余众。封扶风郡王，被誉为中兴之猛将。

## 家世
- 曾祖：马昭，新丰县令
- 祖父：马正会，嘉眉鄜三州刺史、云麾将军、左威左武二卫大将军、扶风郡开国公，赠光禄卿
- 父亲：马晟，右司御率府兵曹参军，赠太子太保

## 生平
马璘为马晟第二子，少年丧父，很是落泊不堪。22岁时读《汉书》《马援传》至“大丈夫当死于边野，以马革裹尸而归”，感慨长叹道：“怎能让我的祖宗勋业直坠到地！”于是在唐玄宗开元末年，跑到安西都护府去投军。以前后战功，官职升迁至左金吾卫将军同正。
天宝十四载金755年），安史之乱爆发，756年，唐肃宗在灵武即位，马璘带着三千士兵，从安西赶到凤翔。唐肃宗让他随郭子仪、李光弼等领军东讨，在洛阳之战中，率所部突击，四次冲入史朝义军阵中，将其战阵击溃。副元帅李光弼对他称壮不已，说：“吾用兵三十年，未见以少击众，有雄捷如马将军者。”官职迁试太常卿。
此后，马璘被调到河西抵御吐蕃入寇，凤翔（陕西宝鸡）被围，凤翔节度使孙志直闭城自守，马璘领军援救，背城而战，将吐蕃大军击溃，追击俘斩数千计，血流于野，自此威名益振。以收复凤翔之功，代宗召见他慰劳，授开府仪同三司，封扶风郡公，后进封邠国公。
永泰元年（765年），马璘拜任四镇行营节度，兼南道和蕃使，二年（766年），特加御史大夫、四镇、北庭行营节度及邠宁节度使、邠州刺史，加检校工部尚书。因他对吐蕃有威慑之名，而泾州与吐蕃接壤最近，被移镇泾州，兼权知凤翔陇右节度副使、泾原节度使、泾州刺史，四镇、北庭行营节度使如故，将郑州、颍州之地划给马璘管辖，以颍州、郑州供应军队后勤军资。他以破虏为己任，到任后，建立营堡，修缮战守之具，前后破吐蕃约三万余众。镇守泾州八年，吐蕃不敢犯境。唐代宗对他极为看重，任他检校尚书左仆射，知省事，进封扶风郡王。大历十一年十二月十三日（777年1月26日）卒于泾州，年五十六。赠司徒，谥曰“武”。
马璘作为一方镇帅，被国家倚为屏障。前后赏赐不计其数，他的府第，只一个中堂，就耗资二十万贯，他在泾州军中去世后，家人护丧回京师，有人假称是其旧日手下，借吊唁之名上门的人，多达者数十百人。连太子李适都知道了。他在即位后，制定条令，规定官员府第不能超越皇室，将马璘中堂及内官刘忠翼的府第拆毁，马璘家园收归国有，用作皇帝赐宴之所。

## 子女
- 嗣子：马旰，行光禄少卿、上柱国、赐紫金鱼袋
- 子：马晧，检校尚书主客员外郎、上柱国、赐紫金鱼袋
- 子：马晤，朝请郎、行河南府参军
- 子：马晞，朝请郎、行太常寺奉礼郎
- 子：马曙，弘文馆明经

## 扶风王马璘碑
全称《尚书左仆射扶风王马璘碑》。大历十四年(779年)立，撰文者程浩，书额者韩秀实，唐隶书名家韩择木之子，其书法出自家学，元郑杓《衍极》卷四《古学篇》有“绰有古意”之评。欧阳修《集古录》有载，清光绪十六年(1890年)始出土于西安藩署，已残损为五块，且字多漫漶，约存四百余字。现存西安碑林。

## 延伸阅读
[在维基数据编辑]
 《舊唐書/卷152》，出自刘昫《舊唐書》
 《新唐書/卷138》，出自《新唐書》